# Danimarca ai Giochi della IX Olimpiade
La Danimarca partecipò ai Giochi della IX Olimpiade, svoltisi ad Amsterdam, Paesi Bassi, dal 28 luglio al 12 agosto 1928,  
con una delegazione di 91 atleti, di cui 9 donne, impegnati in 14 discipline,
aggiudicandosi 3 medaglie d'oro, 1 medaglia d'argento e 2 medaglie di bronzo.

## Medagliere

### Per discipline
| Sport    | Oro | Argento | Bronzo | Totale |
| -------- | --- | ------- | ------ | ------ |
| Ciclismo | 3   | 0       | 1      | 4      |
| Vela     | 0   | 1       | 0      | 1      |
| Pugilato | 0   | 0       | 1      | 1      |
| Totale   | 3   | 1       | 2      | 6      |

### Medaglie
| Medaglia | Atleta                                                           | Sport    | Evento                  |
| -------- | ---------------------------------------------------------------- | -------- | ----------------------- |
| Oro      | Henry Hansen                                                     | Ciclismo | Corsa individuale       |
| Oro      | Henry Hansen Leo Nielsen Orla Jørgensen                          | Ciclismo | Corsa a squadre         |
| Oro      | Willy Falck Hansen                                               | Ciclismo | Chilometro a cronometro |
| Argento  | Aage Høy-Petersen Vilhelm Vett Niels Otto Møller Peter Schlütter | Vela     | 6 metri                 |
| Bronzo   | Willy Falck Hansen                                               | Ciclismo | Velocità                |
| Bronzo   | Jakob Michaelsen                                                 | Pugilato | Pesi massimi            |